# 전자청원
전자청원 또는 온라인 청원은 웹사이트를 통해 서명을 받아 제출하는 청원을 말한다. 일정한 수 이상의 서명을 받으면 청원서가 의회나 정부 기관에 제출된다.

## 나라별 전자청원

### 대한민국
대한민국에서 전자청원의 시작은 문재인 정부 출범 초기에 열린 청와대 국민청원이다. 임종석 대통령비서실장이 백악관의 위 더 피플을 벤치마킹하여 우리도 국민들의 청원에 답하자는 아이디어를 문재인 대통령이 받아들여 청와대 국민청원 게시판이 개설되었다. 30일 이내에 20만 명이 서명한 청원에 대해서 정부 또는 청와대 책임자가 답변하도록 하였다. 청와대 국민청원은 문재인 대통령의 임기 종료와 함께 운영을 종료하였다.
대한민국 국회의 청원제도가 국회의원의 소개를 요구하고 있어 청원제도가 유명무실하다는 지적이 있자 2019년 4월 국회법을 개정하여 전자청원제도의 법적 근거를 마련하였다. 당초 2019년 12월 1일부터 시행 예정이었던 전자청원제도는 전자청원의 성립 기준을 정한 국회청원심사규칙의 의결이 지연되면서 2020년 1월 10일에 국민동의청원 웹사이트가 개설되었다. 대한민국 국회에서 운영하는 국민동의청원은 30일 이내에 100명의 동의를 받으면 청원의 불수리대상인지에 대한 심사를 거쳐 청원이 공개되고, 공개된 날로부터 30일간 5만 명의 서명을 받으면 국회 소관 상임위원회에 청원이 회부된다.

### 미국
미국에서는 백악관에서 위 더 피플이라는 전자청원시스템을 운영했다. 2011년 9월 22일 오바마 행정부에서 개설되었으며 초기에는 30일간 5,000명의 동의를 받으면 공식 답변을 하도록 하였다. 2011년 10월 3일에 기준을 30일간 25,000명으로 늘린 후 2013년 1월에 기준을 30일간 10만 명으로 늘렸다. 바이든 행정부 출범 이후 위 더 피플 도메인이 삭제되었다.

### 유럽
전자청원제도의 시초는 2000년에 전자청원을 시범적으로 도입한 스코틀랜드 의회이다. 청원이 접수되면 6주간 공개되고, 동의하는 사람의 서명을 받을 수 있다. 공개되는 모든 청원을 청원위원회에서 검토하므로 청원 동의자 수는 심사절차에 영향을 미치지 않는다.
영국은 영국 의회에서 전자청원을 운영하고 있다. 1만 명이 서명하면 정부의 답변을 받게 되며 10만 명이 서명할 때에는 의회에서 논의된다. 2014년 영국 정부와 영국 하원이 공동으로 전자청원시스템을 운영하도록 하는 제안에 따라 2015년부터 정부와 하원이 공동으로 전자청원시스템을 운영한다. 스코틀랜드나 웨일스, 북아일랜드에서는 별도의 전자청원시스템을 운영하고 있다.
독일에서는 2005년부터 독일 연방의회에서 전자청원을 운영하고 있다.
프랑스에서는 2020년 1월 23일 프랑스 상원에서 전자청원 플랫폼 서비스를 개시하였다. 법안에 관한 청원은 6개월간 10만 명의 서명을 받으면 의장단의 검토를 거쳐 1명 또는 여러 명의 상원의원의 의원발의입법의 형태로 발의되고, 통제임무에 관한 청원은 6개월간 10만 명의 서명을 받으면 의장단의 검토를 거쳐 상원의 통제임무가 신설된다.
유럽 의회에서는 청원권이 유럽 시민의 기본권이라는 인식 하에 유럽 의회 청원 웹사이트를 운영하고 있으며 유럽 의회의 청원위원회에서 청원을 심사한다.

## 같이 보기
- 시의회
- 발안제